# Genista cupanii
Genista cupanii är en ärtväxtart som beskrevs av Giovanni Gussone. Genista cupanii ingår i släktet ginster, och familjen ärtväxter. Inga underarter finns listade i Catalogue of Life.